# Arundel (Maine)
Arundel – miasto w Stanach Zjednoczonych, w stanie Maine, w hrabstwie York.